# Joe Hackbarth

Joe Hackbarth 1980

Joe Hackbarth (* 21. Juli 1931 in Belgard, Pommern; † 29. August 2000 in Falken-Gesäß, Odenwald) war zunächst Jazzmusiker, dann Maler des phantastischen Realismus. Sein in der Entwicklung facettenreiches Werk umfasst hauptsächlich Ölgemälde, daneben auch Graphiken und Zeichnungen.

## Leben
1945 kurz vor Kriegsende floh Joe Hackbarth vor der naherückenden Front aus Pommern, wo er Kindheit und Jugend verbrachte, in den Westen. 1949 bis 1957 arbeitete er äußerst erfolgreich als Jazzschlagzeuger in der Gruppe von Wolfgang Lauth. Mitte der 1950er Jahre wandte sich Joe Hackbarth neben seiner Musikertätigkeit mit ersten Versuchen der Malerei zu. Arbeiten aus dieser Zeit sind nicht erhalten. Ende der 1950er Jahre konzentrierte er sich neben dem Jazz zunehmend auf die bildende Kunst. 1960 bis 1965 erprobte er verschiedene Stile und fand Mitte der 1960er Jahre zu einem eigenen. 1962 erhielt er den Jugendkunstpreis in Stuttgart.
1977 ging Joe Hackbarth nach Irland, wo er sich vor allem den Vanitas-Stillleben widmete. 1983 kehrte er nach Falken-Gesäß im Odenwald zurück und wurde 1989 mit dem Willibald-Kramm-Preis in Heidelberg ausgezeichnet. In den 1990er Jahren wandte Joe Hackbarth sich der Gestaltung menschlicher Seinszustände in tiefgründig ironischen Bildern zu.
Joe Hackbarth starb 2000 in Falken-Gesäß.

## Werk
Die künstlerische Arbeit Joe Hackbarths durchlief verschiedene Phasen, die zu einem umfangreichen und facettenreichen Werk führten.
- Die 1960er Jahre in Weinheim: Nach den ersten Versuchen erprobte sich Joe Hackbarth in schnellem Wechsel in den unterschiedlichsten Stilen. 1960 Art brut; 1961 formalistische Versuche; 1963 ungegenständliche Arbeiten; 1965 Collagen und Materialbilder. 1967 schließlich die Hinwendung zum Surrealismus.
- Die frühen 1970er Jahre in Falkengesäß: In der Zurückgezogenheit in Falkengesäß entwickelte Joe Hackbarth seine phantastische Bildwelt in der dichten Abfolge seiner Motive.
- Die späten 1970er Jahre in Irland: Die Zeit wurde für Joe Hackbarth zum beherrschenden Thema der Vanitas-Stillleben und damit die Vergänglichkeit.
- Die 1980er und 1990er Jahre wieder in Falkengesäß: In den 1980er Jahren widmete sich Joe Hackbarth der Perfektion des Trompe-l’œil. In den 1990er Jahren, nachdem Joe Hackbarth für sich mit der Perfektion des Trompe-l’œil abgeschlossen hatte, eine nochmalige Wendung hin zur Darstellung der Formenvielfalt menschlicher Seinszustände und ihre Verbiegungen. Der Betrachter wird gefordert seine eigene Interpretation zu finden. Das Spiel mit Farben und Formen bekommt in den letzten Jahren vor seinem Tod eine heitere Note.

## Wichtige Werke
Back Stage, Öl; 1956, Motherdreamer, Öl 1967; Jack the Gigant Killer sings a Lullaby, 1968; Speed your mother down, 1970; Atlantis Insula, Öl, 1973; Vergis mein nit, Öl, 1978; Die Versuchung des Heiligen Antonius, 1979; Milestones Island, Öl, 1982; Schweinfurter Grün, Öl, 1987; Ich höre auf dem Auge nichts, Öl, 1988; Die Stadt auf dem Meeresgrund, Öl, 1990; Perfect stranger, Öl, 1991.
Seit 2007 wird das künstlerische Werk Joe Hackbarths in dem ihm gewidmeten Onlinemuseum gezeigt.